# 一発逆転
『一発逆転』（いっぱつぎゃくてん）は、1978年10月15日から1979年1月28日まで、関西テレビ放送の制作により、フジテレビ（FNS）系全国ネットで日曜夜9時枠で放送されたテレビドラマ。全15回。

## 概要
関西テレビ放送の開局20周年特別企画として制作された作品。主題歌は、世良公則&ツイストの「燃えつきぬ」（アルバム『世良公則&ツイスト』収録）。オープニングのタイトルバックは、当時代打出場が多くなっていた阪急ブレーブス（関西テレビ同様阪急東宝グループ）長池徳士選手のリアルな逆転満塁本塁打のシーン（1978年9月11日、対近鉄後期9回戦、投手は鈴木啓示）であった。
半年間23回の放送予定だったが、4ヶ月で打ち切られた。

## 内容
脱サラした掛布剛（篠田）は、外資系食料品スーパー『ツインスターズ』の経営に参画することになり、ライバルチェーン店『メリケンフーズ』としのぎを削りあいながら、商魂を以って自分の人生を切り開いていく、その模様を中心に描いたドラマ。

## キャスト
- 掛布剛：篠田三郎
- 多恵：新井春美
- 綾小路公長：下條アトム
- 魔子：服部まこ
- 掛布なつ：南田洋子
- 正太郎：前田吟
- 美緒：月丘夢路
- こずえ：岡江久美子
- 幸絵：江波杏子
- 茜：榊原るみ
- 信左衛門：有島一郎
- 金剛（ツインスターズ本店）：名古屋章
- 中津川（メリケンフーズ経営）：中尾彬
- 江川（メリケンフーズ副社長）：桂三枝（現・六代目桂文枝）
- 千秋実
- 中西大造：西郷輝彦
他

## スタッフ
- プロデューサー：内海佑治、斉藤洋
- 原作：大西信行
- 脚本：大西信行（1話～9話）、池田一朗（10話～15話）
- 監督：河野和平（1話）、岡林可典（13～15話）
- 音楽：八木正生
- 制作協力：東映ビデオセンター、パビック
- 制作：関西テレビ放送、国際放映

## サブタイトル
| 回 | 放送日          | サブタイトル         | 脚本     | 監督     |
| -- | --------------- | -------------------- | -------- | -------- |
| 1  | 1978年 10月15日 | （サブタイトル無し） | 大西信行 | 河野和平 |
| 2  | 10月22日        | （サブタイトル無し） | 大西信行 |          |
| 3  | 10月29日        | （サブタイトル無し） | 大西信行 |          |
| 4  | 11月5日         | （サブタイトル無し） | 大西信行 |          |
| 5  | 11月12日        | （サブタイトル無し） | 大西信行 |          |
| 6  | 11月19日        | 掛布の恋人           | 大西信行 |          |
| 7  | 11月26日        | かくし子             | 大西信行 |          |
| 8  | 12月3日         | ねこ騒動             | 大西信行 |          |
| 9  | 12月10日        | 結婚の条件           | 大西信行 |          |
| 10 | 12月17日        | あゝ結婚！           | 池田一朗 |          |
| 11 | 12月24日        | 新宿交叉点でキッス！ | 池田一朗 |          |
| 12 | 1979年 1月7日   | どちらをえらぶの？   | 池田一朗 |          |
| 13 | 1月14日         | 意外なプロポーズ！   | 池田一朗 | 岡林可典 |
| 14 | 1月21日         | 女の対決             | 池田一朗 | 岡林可典 |
| 15 | 1月28日         | 負けてたまるか！     | 池田一朗 | 岡林可典 |

- 1977年12月31日は、映画『愛のファミリー』（21:00 - 22:24）のため休止）。